# 이반 (성한)
이반(李班, 288년 ~ 334년, 재위：334년)은 오호십육국 시대 성한(成漢)의 2대 황제이다. 자는 세문(世文)이고, 시호는 여태자(戾太子)·애제(哀帝)이다.

## 생애
이반은 이탕(李蕩)의 아들로, 이탕은 이웅의 맏형이었다. 이탕이 성한의 건국 과정에서 일찍 죽었기 때문에 이반은 이웅이 거두어서 키웠다.
이웅은 정실 황후 임씨(任氏)에게 이반을 아들처럼 키우도록 하였으며, 이반이 가문의 적통이었기 때문에 이반을 태자로 삼았다.
324년에 여러 신하들이 이반 대신에 이웅의 자식들을 계승자로 세울 것을 건의하였으나 이웅은 이를 들어주지 않았다. 이반은 천성이 겸손하고 효성이 지극하였다. 이웅은 이런 이반을 총애하여 정사에 자주 참여하게 하였다.
334년 6월, 이웅이 병에 걸리자 효성이 지극한 이반은 이웅을 정성으로 돌보았다. 곧 이웅이 세상을 떠나자 뒤를 이어 황제에 즉위하였으나 모든 국사를 건녕왕(建寧王) 이수(李壽)에게 맡겨 둔 채 자신은 상례(喪禮)만 치렀다.
이에 이웅의 아들들은 이반이 친형제가 아니었기 때문에 이를 시기하여 모반을 꾸몄다. 이반의 동생 이오(李玝)가 모반의 낌새를 알아차리고 경고하였으나 이반은 장례가 아직 끝나지 않았기 때문에 경고를 무시하였다.
이월(李越)과 이기(李期)에게 10월 1일 밤에 빈소를 지키고 있는 틈을 타 살해당하고 황위를 찬탈하였다.
이기는 이반에게 여태자(戾太子)라는 시호를 내렸다. 338년에 이수가 애황제(哀皇帝)라고 시호를 고쳤다.
| 전 대 이웅(李流) | 제2대 성한 황제 334년 | 후 대 이기(李期) |